# L'Asile
L'Asile (en criollo haitiano Lazil) es una comuna de Haití que está situada en el distrito de Anse-à-Veau, del departamento de Nippes.

## Secciones
Está formado por las secciones de:
- L'Asile (También denominada Nan Paul)
- Changeux (que abarca parte del barrio de Changeux)
- Tournade (que abarca la villa de L'Asile y parte del barrio de Changeux)
- Morisseau (que abarca el barrio de Morisseau)

## Demografía
| Gráfica de evolución demográfica de L'Asile entre 2009 y 2015 |
|                                                               |

Los datos demográficos contemplados en este gráfico de la comuna de L'Asile son estimaciones que se han cogido de 2009 a 2015 de la página del Instituto Haitiano de Estadística e Informática (IHSI). 